# Magatsu Wahrheit
Magatsu Wahrheit (禍つヴァールハイト, Magatsu Vāruhaito) est un jeu vidéo de rôle en ligne massivement multijoueur sur smartphone développé et publié par KLab. Le jeu tourne sur le moteur de jeu Unity et il est disponible sur Android et iOS du 23 avril 2019 au 31 mars 2021 au Japon. La version internationale publiée en octobre 2020 et quant à elle toujours disponible. 
Une adaptation en une série d'animation produite par le studio Yokohama Animation Laboratory est diffusée du 13 octobre 2020 au 29 décembre 2020.

## Personnages
Innumael (イヌマエル, Inumaeru)
Voix japonaise : Atsushi Abe (en)
Leocadio (レオカディオ, Reokadio)
Voix japonaise : Yūki Ono
Shake (シャアケ)
Voix japonaise : Yumiri Hanamori (en)
Elfriede (エルフリーデ, Erufurīde)
Voix japonaise : Yukiyo Fujii
Hermann (ヘルマン, Heruman)
Voix japonaise : Kenjiro Tsuda (en)
Arnold (アルノルト, Arunoruto)
Voix japonaise : Kenichirō Matsuda
Benjamin (ベンジャミン)
Voix japonaise : Junichi Yanagita
Klaus (クラウス, Kurausu)
Voix japonaise : Ryōta Suzuki (en)
Conrad (コンラッド, Konraddo)
Voix japonaise : Kazuyuki Okitsu
Fritz (フリッツ, Furittsu)
Voix japonaise : Tarusuke Shingaki
Seitz (ザイツ, Zaitsu)
Voix japonaise : Takuya Satō (en)
Damian (ダミアン)
Voix japonaise : Taishi Murata (en)
Shisel (シセル, Shiseru)
Voix japonaise : Aya Yamane
Marie (マリー, Marī)
Voix japonaise : Masako Katsuki
Professeur Radovaud (ラドバウド博士, Radobaudo Hakase)
Voix japonaise : Katsuyuki Konishi
Jade (ジェイド, Jeido)
Voix japonaise : Minoru Shiraishi (en)
Lotus (ロータス, Rōtasu)
Voix japonaise : Shinya Takahashi
Ilma (イルマ, Iruma)
Voix japonaise : Maria Naganawa (en)
Faust (ファウスト, Fausuto)
Voix japonaise : Tomokazu Sugita

## Jeu vidéo
Le jeu vidéo est développé et publié par KLab, en utilisant le moteur de jeu Unity. Le jeu est sorti au Japon le 23 avril 2019 sur Android et iOS,. Mobimon acquiert les droits du jeu pour un déploiement mondial en octobre 2020. La version japonaise n'est plus disponible depuis le 31 mars 2021 mais la version internationale est toujours accessible.

## Anime
Une adaptation eu une série d'animation a été annoncée le 24 mars 2018. L'anime possède des titres alternatifs tels que Magatsu Wahrheit: Zuerst et MWZ. 
La série est animée par le studio Yokohama Animation Laboratory et réalisée par Naoto Hosoda, avec Yūichirō Momose en tant que scénariste. Akiko Sugizono s'occupant du design des personnages et Masaru Yokoyama composant la musique de la série.
La série est diffusée du 13 octobre 2020 au 27 décembre 2020 sur Tokyo MX, BS11, Wowow et MBS,.
Le générique d'ouverture Kimi wo Sukueru nara Boku wa Naninimo naru (君を救えるなら僕は何にでもなる) est interprété par Maon Kurosaki, tandis que le générique de fin disclose est interprété par H-el-ical //. 
La série est disponible en France sur Wakanim, elle a été diffusée du 13 octobre 2020 au 29 décembre 2020 et elle est composée de douze épisodes.

### Liste des épisodes
| No | Titre en français                  | Titre original                     | Date de 1re diffusion |
| -- | ---------------------------------- | ---------------------------------- | --------------------- |
| 1  | THE GETAWAY -Part One-             | THE GETAWAY -Part One-             | 13 octobre 2020       |
| 2  | THE GETAWAY -Part Two-             | THE GETAWAY -Part Two-             | 20 octobre 2020       |
| 3  | Of Creatures and Men               | Of Creatures and Men               | 27 octobre 2020       |
| 4  | Live with Honor, Die with No Pride | Live with Honor, Die with No Pride | 3 novembre 2020       |
| 5  | From Gutheil with Love             | From Gutheil with Love             | 10 novembre 2020      |
| 6  | Rogue Infiltration                 | Rogue Infiltration                 | 17 novembre 2020      |
| 7  | Rogue Operation                    | Rogue Operation                    | 24 novembre 2020      |
| 8  | Rogue Ultimatum                    | Rogue Ultimatum                    | 1er décembre 2020     |
| 9  | State of the Empire                | State of the Empire                | 8 décembre 2020       |
| 10 | Break Free                         | Break Free                         | 15 décembre 2020      |
| 11 | An Inconvenient Prophecy           | An Inconvenient Prophecy           | 22 décembre 2020      |
| 12 | The Hand that Rocks the Cradle     | The Hand that Rocks the Cradle     | 29 décembre 2020      |

### Annotations
1. ↑  Les titres français de l'adaptation en anime proviennent de Wakanim.